# Emmy Stradal
Emmy Stradal (geb. als Emilie Maria Sofie Ecker, * 28. Oktober 1877 in Wolkersdorf im Weinviertel; † 21. November 1925 in Wien) war eine österreichische Politikerin (Großdeutsche Volkspartei).
Emmy Stradal besuchte die Volksschule und Bürgerschule. Sie war Vorsitzende des Frauenreichsausschusses der Großdeutschen Volkspartei, Obfrau des Reichsverbandes deutscher Frauenvereine und Obmann-Stellvertreterin des Deutschen Verbandes für Jugendwohlfahrt. Von 1920 bis 1923 und 1925 war sie Abgeordnete zum Österreichischen Nationalrat (I. und II. Gesetzgebungsperiode).
Emmy Stradal veröffentlichte Erzählungen unter dem Pseudonym Sophie Waydhoff. In ihrem Geburts- und Taufeintrag wird  ihr Onkel Emil Friedrich von Pindter, Chef-Redakteur der Norddeutschen Allgemeinen Zeitung, als Taufpate genannt.
Stradal war mit einem Deutschböhmen verheiratet und hatte vier Kinder. Ihr Ehemann Hofrat Adalbert Stradal starb 1943.